# 印段
印段（？—？），姬姓，印氏，名段，字子石，谥号献，是子张的儿子，郑国的卿。

## 生平
前551年九月，子张得病后把封邑还给郑简公，召来室老、宗人立儿子印段为继承人。让印段裁减家臣，祭祀从简。一般祭祀用一只羊，大型祭祀用少牢，只留下供于祭祀的土地，其余全还给公室。子张对印段说：“我听说，生于乱世，地位尊贵却忍受贫穷，不向百姓索求，就能在其他人之后灭亡。你要恭敬事奉国君和卿大夫们。恭敬警戒能使人生存和发展，而不是富有。”九月廿五日，子张去世。
前546年，弭兵之会后赵武返国路过郑国时，郑简公在垂陇设享礼招待赵武，郑国的卿：子展（公孙舍之）、伯有（良宵）、子西（公孙夏）、子产（公孙侨）、子太叔（游吉）、公孙段、印段随郑简公参与享礼。赵武请求郑国诸卿赋诗，完成郑简公的恩赐，自己也通过赋诗观察七位的志向。”印段赋《蟋蟀》这首诗。赵文子说：“好啊，这是保住家族的大夫！我有希望了。”享礼结束，赵文子对叔向说：“伯有将要被杀了！（除了伯有）其余的人都是可以传下几世的大夫。子展也许是最后灭亡的，因为子展处于上位（当国）却不忘记降抑自己。印氏是倒数第二家灭亡的，因为欢乐而有节制。用欢乐来安定百姓。但不要过分使用它们，灭亡在后，不也是可以的吗？”
前544年，郑国参与周灵王的葬礼。郑上卿子展有事，他派印段前去。伯有反对：“印段太年轻，不行。”子展认为：“年轻人比没人去好啊，《诗经》说：‘王事应当细致，没有空闲安居。’东西南北，谁敢安安稳稳地居住？况且事奉晋楚两位霸主，来捍卫王室。王事没有缺失，有什么常例不常例？”于是派印段前去成周。
前543年，七月十一日，子皙（公孙黑）攻打还放火烧了伯有的家。七月十二日，子产收葬伯有家族死者的尸体，来不及和大夫们商量就出走了，印段跟随子产。子皮（罕虎）不让他走。其他大夫说：“别人不顺从我们，为什么不让他走？”子皮说：“子产对死去的人有礼，何况对活着的人呢？”并且亲自劝阻子产。七月十三日，子产回到国都新郑。七月十四日，印段也回到国都。二人都在子皙家里结盟。七月十六日，郑简公和诸卿在太庙结盟，又和国人在郑国城门外结盟。
前542年，郑国的子皮派印段去楚国之前，先到晋国报告，《左传》评价这是合于礼的。十二月，北宫文子陪同卫襄公访问楚国，经过郑国，印段到棐林慰劳卫国君臣，按聘问之礼，用慰劳之辞。北宫文子进入郑都聘问。子羽（公子挥）做行人，冯简子和子太叔迎接客人。聘问完毕，北宫文子回禀卫襄公：“郑国讲究礼仪是几代的福气，之后恐怕不会有大国再去讨伐他吧！《诗》说：‘谁能执热，逝不以濯（谁能耐热，不去洗澡）。’礼仪对于政事，就像天热得要洗澡。洗澡来消除暑热，有什么可担心的？”
前541年，由于郑国公孙楚作乱，六月初九日，郑简公和诸卿在公孙段家里结盟。子皮、子产、公孙段、印段、游吉、驷带在闺门外边私下结盟，盟地在薰隧。子皙也要参加结盟，让太史记下他的名字，而且称为“七子”。子产并不以加阻止。
前540年十一月，晋平公的妃少姜去世，郑国派印段到晋国吊唁。 
| 前任： 父子张 | 郑国印氏宗主 前551年—？ | 繼任： 子印癸 |